# إبراهيم عبود
الفريق إبراهيم عبود (26 أكتوبر 1900 - 8 سبتمبر 1983)، رئيس جمهورية السودان ورئيس الوزراء السوداني للفترة (1958-1964م)، ولد بشمالي السودان من أبناء قبيلة الشايقية، تخرج في كلية غوردون التذكارية (جامعة الخرطوم حاليًا) عام 1917 م، ثم التحق بالمدرسة الحربية وتخرج فيها عام 1918م، عمل بسلاح قسم الأشغال العسكرية بالجيش المصري حتى انسحاب القوات المصرية في عام 1924 م، حيث انضم إلى قوة دفاع السودان، عمل في سلاح خدمة السودان وفرقة العرب الشرقية وفرقة البيادة.
عين قمنداناً لسلاح خدمة السودان عند السودنة ثم ترقى إلى رتبة أميرالاي عام 1951م. نُقل إلى رئاسة قوة الدفاع كأركان حرب ثم ترقى إلى منصب نائب القائد العام عام 1954م.
قاد أول انقلاب عسكري بالسودان في نوفمبر 1958 م وكان انقلابه في الحقيقة استلاماً للسلطة من رئيس وزرائها آنذاك عبد الله خليل عندما تفاقمت الخلافات بين الأحزاب السودانية داخل نفسها وفيما بينها، وقد كانت خطوة تسليم رئيس الوزراء السلطة للجيش تعبيرا عن خلافات داخل حزبه، وخلافات مع أحزاب أخرى.
حينما استلم السلطة، أوقف العمل بالدستور، وألغى البرلمان، وقضى على نشاط الأحزاب السياسية، ومنح المجالس المحلية المزيد من السلطة وحرية العمل, وبارك انقلابه القادة الدينيون في ذلك الوقت لأكبر جماعتين دينيتين: السيد عبد الرحمن المهدي زعيم الأنصار، والسيد علي الميرغني زعيم طائفة الختمية. ولكن انخرط في معارضته معظم الأحزاب السودانية وقاد المعارضة السيد الصديق المهدي رئيس حزب الأمة.
اتجه حكمه باتجاه التضييق على العمل الحزبي والسياسي وقد حلَّ الأحزاب وصادر دورها. كما اتخذ سياسة فاقمت من مشكلة جنوب السودان حيث عمل على أسلمة وتعريب الجنوب .
أطاحت به ثورة أكتوبر الشعبية 1964 م، وقد استجاب لضغط الجماهير بتسليم السلطة للحكومة الانتقالية التي كوّنتها جبهة الهيئات. توفي في 1983 م.

## نهاية فترة حكمه
اندلعت الثورة الشعبية ضد العسكر في أكتوبر من 1964 وأطاحت بحكم الفريق إبراهيم عبود، وكان من أبرز المشاركين فيها الهادي عبد الفتاح الشريف

## روابط خارجية
- إبراهيم عبود على موقع الموسوعة البريطانية (الإنجليزية)
- إبراهيم عبود على موقع مونزينجر (الألمانية)